# Engie Open de Limoges 2015 - Doppio
Kateřina Siniaková e Renata Voráčová erano le detentrici del titolo ma non hanno partecipato a questa edizione del torneo.
Barbora Krejčíková e Mandy Minella hanno sconfitto in finale Margarita Gasparjan e Oksana Kalašnikova per 1-6, 7-5, [10-6].

## Teste di serie
1. Margarita Gasparjan /  Oksana Kalašnikova (finale)
2. Barbora Krejčíková/  Mandy Minella (campionesse)

1. Andrea Gámiz /  Sílvia Soler Espinosa (quarti di finale)
2. Anna-Lena Friedsam /  Katarzyna Piter (quarti di finale)

## Tabellone

### Legenda
| - Q = Qualificato - WC = Wild card - LL = Lucky loser | - ALT = Alternate - SE = Special Exempt - PR = Protected Ranking | - w/o = Walkover - r = Ritirato - d = Squalificato |

|  | Quarti di finale | Quarti di finale           | Quarti di finale           | Quarti di finale | Quarti di finale |  |  | Semifinali                 | Semifinali                 | Semifinali                 | Semifinali             | Semifinali |   |      | Finale                     | Finale                     | Finale | Finale | Finale |  |
|  |                  |                            |                            |                  |                  |  |  |                            |                            |                            |                        |            |   |      |                            |                            |        |        |        |  |
|  | 1                | M Gasparyan O Kalashnikova | M Gasparyan O Kalashnikova | 6                | 7                |  |  |                            |                            |                            |                        |            |   |      |                            |                            |        |        |        |  |
|  | WC               | M Johansson A Lim          | M Johansson A Lim          | 4                | 5                |  |  | M Gasparyan O Kalashnikova | M Gasparyan O Kalashnikova | M Gasparyan O Kalashnikova | 6                      | 6          |   |      |                            |                            |        |        |        |  |
|  | 4                | A-L Friedsam K Piter       | A-L Friedsam K Piter       | 6(0)             | 2                |  |  | L Kunčíková K Stuchlá      | L Kunčíková K Stuchlá      | L Kunčíková K Stuchlá      | 3                      | 3          |   |      |                            |                            |        |        |        |  |
|  |                  | L Kunčíková K Stuchlá      | L Kunčíková K Stuchlá      | 7                | 6                |  |  |                            |                            |                            |                        |            |   |      | M Gasparyan O Kalashnikova | M Gasparyan O Kalashnikova | 6      | 5      | [6]    |  |
|  |                  | A Beck C Witthöft          | A Beck C Witthöft          | 6                | 6                |  |  |                            |                            | B Krejčíková M Minella     | B Krejčíková M Minella | 1          | 7 | [10] |                            |                            |        |        |        |  |
|  | 3                | A Gámiz S Soler Espinosa   | A Gámiz S Soler Espinosa   | 0                | 2                |  |  | A Beck C Witthöft          | A Beck C Witthöft          | A Beck C Witthöft          | 5                      | 5          |   |      |                            |                            |        |        |        |  |
|  |                  | J Coin P Parmentier        | J Coin P Parmentier        | 5                | 4                |  |  | B Krejčíková M Minella     | B Krejčíková M Minella     | B Krejčíková M Minella     | 7                      | 7          |   |      |                            |                            |        |        |        |  |
|  | 2                | B Krejčíková M Minella     | B Krejčíková M Minella     | 7                | 6                |  |  |                            |                            |                            |                        |            |   |      |                            |                            |        |        |        |  |